# Chiesa di Santa Maria del Soccorso (Modica)

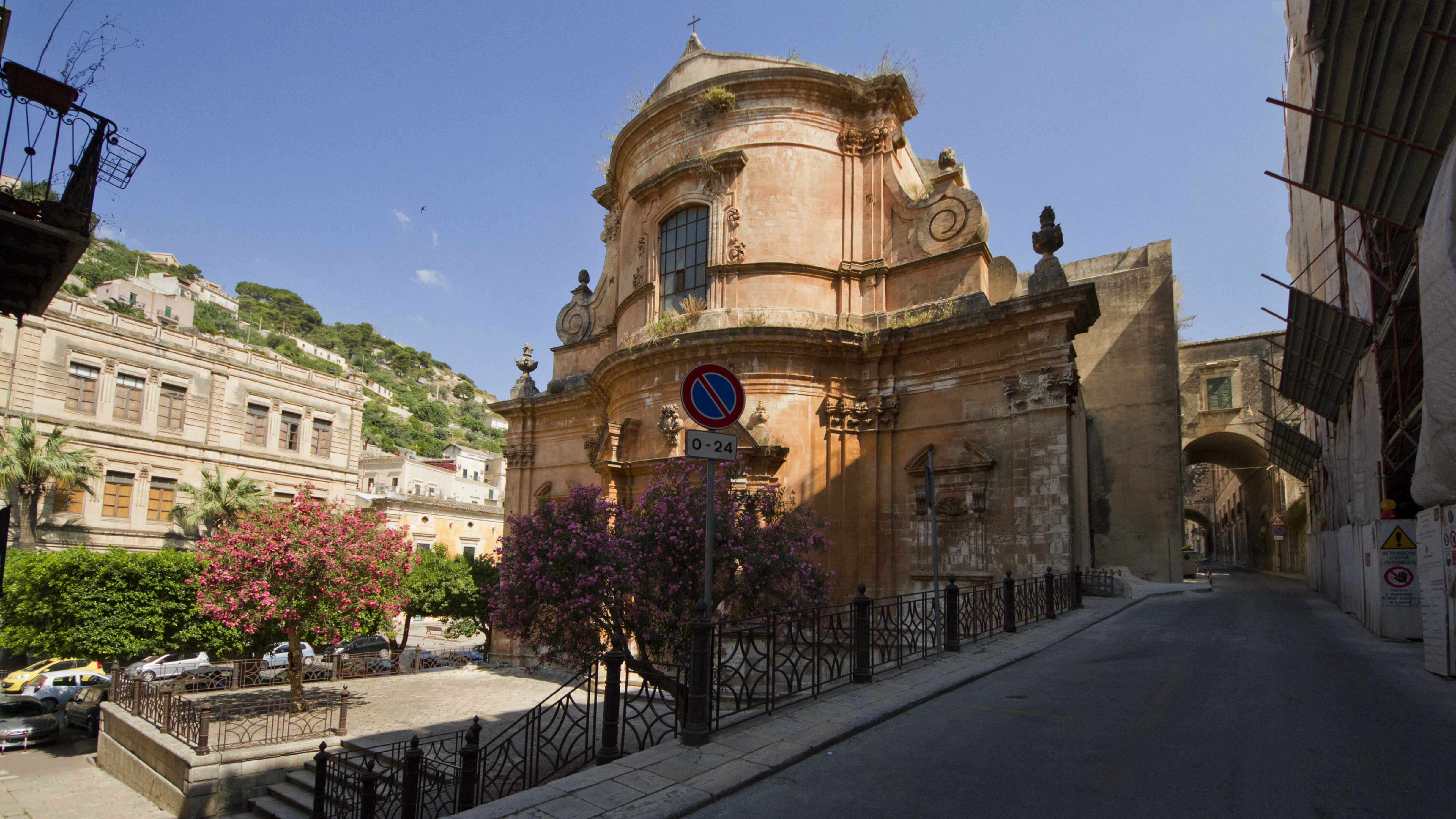
Esterno.

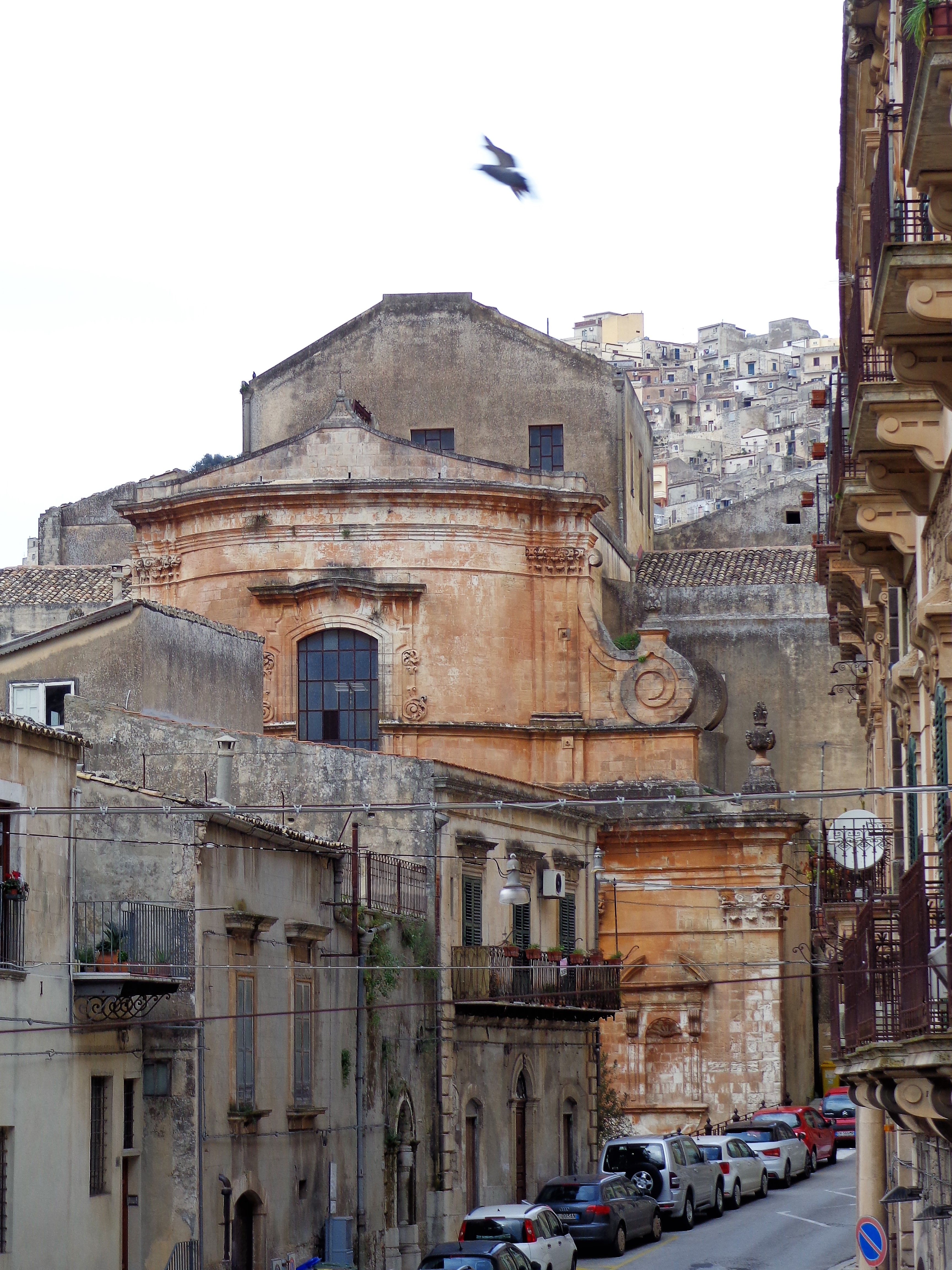
Facciata vista dal sagrato di San Pietro.

La chiesa di Santa Maria del Soccorso - già sotto il titolo dei «SS. Maria e Gesù» -  è un luogo di culto ubicato con l'annesso Collegio dei Gesuiti lungo Corso Umberto I della città di Modica, nel Libero consorzio comunale di Ragusa, ed è parte del patrimonio dell'umanità dell'UNESCO denominato «Città tardo barocche del Val di Noto».

## Storia

### Epoca spagnola
L'intero polo monumentale della Compagnia di Gesù sorse per volontà della contessa Vittoria Colonna de Cabrera - madre di Giovanni Alfonso Enriquez de Cabrera, conte di Modica, Viceré di Sicilia - che si fece promotrice dell'arrivo a Modica dei Gesuiti. Insediamento avvenuto nel 1610, fondazione del Collegio nel 1630.

### Epoca borbonica
La chiesa fu edificata nel 1714 sotto il titolo dei «SS. Maria e Gesù», attribuita al maggior architetto del Val di Noto, Rosario Gagliardi.
L'attività del Collegio si interruppe nel 1767 (anno dell'espulsione a seguito della Soppressione della Compagnia di Gesù dal Regno delle Due Sicilie) per essere poi ripresa quasi ininterrottamente (escluso gli anni 1848-1849) dal 1812 al 1860, quando i Gesuiti furono nuovamente espulsi.

### Epoca contemporanea
Nel 1926 è disposta la chiusura di questa succursale tra le parrocchiali di San Pietro.
Nel 1927 fu riaperta trasferendovi il culto della Madonna del Soccorso dopo la demolizione della primitiva chiesa di Santa Maria del Soccorso.
Sono in corso campagne di restauri per rendere fruibile la struttura.

## Caratteristiche

### Esterno
Il prospetto disposto su due ordini separati da cornicione - marcapiano è convesso nel partito centrale. Presenta un imponente portale d'ingresso affiancato da quattro colonne a fusto libero e capitelli corinzi poste su alti plinti sormontate da doppio timpano ad arco sovrapposti e spezzati con stemma coronato intermedio. Il varco è delimitato da una successione di paraste convesse sovrapposte, ai lati due grandi nicchie sormontate da altrettanti timpani ad arco spezzato.
Due grandi ed eleganti volute a ricciolo con vasotti raccordano i due ordini. Al centro della parte convessa del secondo ordine una grande finestra inserita in una cornice decorata da volute e decorazioni a foglia d'acanto. Chiude la prospettiva una cornice con vela recante il monogramma IHS sormontato da sfera in pietra e croce apicale in ferro battuto, cristogramma adottato come emblema dalla Compagnia di Gesù.

### Interno
Interno a pianta centrale a croce ripartita da pilastri con i quattro estremi terminanti in absidi semicircolari. Prospetto rivolto a meridione su una balza delimitata da via Umberto a ponente e via Garibaldi a levante.

#### Navata destra
- Arcata:
- Prima campata: Cappella della Deposizione. Sulla parete dell'altare è documentato il dipinto raffigurante la Deposizione.
- Braccio transetto destro: Cappella della Presentazione. Sulla parete dell'altare è documentato il dipinto raffigurante la Presentazione al Tempio.

#### Navata sinistra
- Arcata:
- Prima campata: Cappella dei Magi. Sulla parete dell'altare è documentato il dipinto raffigurante l'Adorazione dei Magi, olio su tela del 1735, opera di Domenico La Bruna.[5]
- Braccio transetto sinistro: Cappella di San Francesco Saverio. Sulla parete dell'altare è documentato il dipinto raffigurante San Francesco Saverio.

#### Presbiterio
Cupola ottagonale con costoloni e occhialoni.
- XVIII secolo, Gloria di Sant'Ignazio di Loyola, olio su tela, opera collocata sulla parete del catino absidale.

#### Opere
- XVI secolo, Nostra Signora del Soccorso, statua marmorea, opera proveniente dalla primitiva chiesa di Santa Maria del Soccorso attribuita a Giorgio Brigno di pregevole fattura attualmente conservata nella Cappella Mazzara del duomo di San Pietro.
- XVIII secolo, San Francesco Borgia, busto, terzo Generale dei Padri Gesuiti, opera collocata sopra l'ingresso della sacrestia, un tempo porta d'ingresso del Collegio.

## Collegio Maggiore
Collegio di Sant'Ignazio sede del Collegium Mothycense o Collegio Maggiore della Compagnia di Gesù, istituito grazie alle donazioni della contessa Vittoria Colonna e del "Concilium Civitatis" di Modica.
Un primo grande cortile è compreso nell'area delimitata dalle due arterie Umberto I e Garibaldi. Alcune strutture scavalcano quest'ultima via includendo con via Alessandro Grana un secondo cortile.
Il Collegio Mothycense vantava il privilegio di conferire i gradi accademici fino al dottorato ed era considerato "Collegio maggiore", in quanto oltre ai corsi letterari e scientifici, si svolgevano anche i corsi filosofici e teologici. Tra il XVII e il XVIII secolo, oltre alla teologia, le discipline previste erano filosofia, lettere classiche, storia, geografia, poesia, retorica e eloquenza. In seguito si aggiunsero anche discipline scientifiche quali matematica, geometria, astronomia, fisica, chimica, storia naturale e, soprattutto nei collegi maggiori, giurisprudenza e medicina. Il numero dei docenti nel periodo di massimo splendore (XVIII secolo) fu di 11 Padri e di 5 coadiutori, numero dovuto al fatto che mentre in altri collegi era annesso lo "Scolastico" - ossia giovani che aspiravano a diventare gesuiti - il collegio modicano era per soli laici.
L'attività del Collegio si interruppe nel 1767 (anno dell'espulsione a seguito della Soppressione della Compagnia di Gesù dal Regno delle due Sicilie) per essere poi ripresa quasi ininterrottamente (escluso gli anni 1848 - 1849) dal 1812 al 1860, quando i Gesuiti furono nuovamente espulsi.
Nel 1907 il Collegio fu trasformato in Palazzo della Pubblica Istruzione e ospita, oltre al Liceo Ginnasio, la Scuola Media Professionale, gli Uffici del Liceo Convitto, le Biblioteche, il Museo dell'Istituto Superiore e i Gabinetti Scientifici del Liceo.
- Le strutture del Palazzo degli studi ospitano dal 1878 il liceo classico intitolato a «Tommaso Campailla». Infatti nel 1875, il ginnasio comunale circondariale (corrispondente alla attuale scuola media inferiore), attivo fin dal 1862, fu trasformato in "Liceo Ginnasio" comunale, divenuto infine nel 1878 "Regio Liceo Ginnasio". Nel 1889 il liceo contava più iscritti del liceo "Gargallo" di Siracusa, fondato posteriormente.
- L'Istituto Tecnico "Archimede" fu, nel 1866, una delle prime scuole secondarie superiori statali ad essere fondate in Sicilia. Nel 1889 era l'unico istituto tecnico dell'intera provincia di Siracusa. A tutt'oggi è l'istituzione scolastica con il più alto numero di iscritti dell'intera provincia di Ragusa.

## Collegio Minore
Modica, insieme a Palermo, fu l'unica città del Regno di Sicilia ad avere due collegi negli anni 1846 - 1860, infatti oltre a quello maggiore, ne ebbe uno minore ubicato nei locali annessi alla chiesa di San Teodoro.